# Bruk

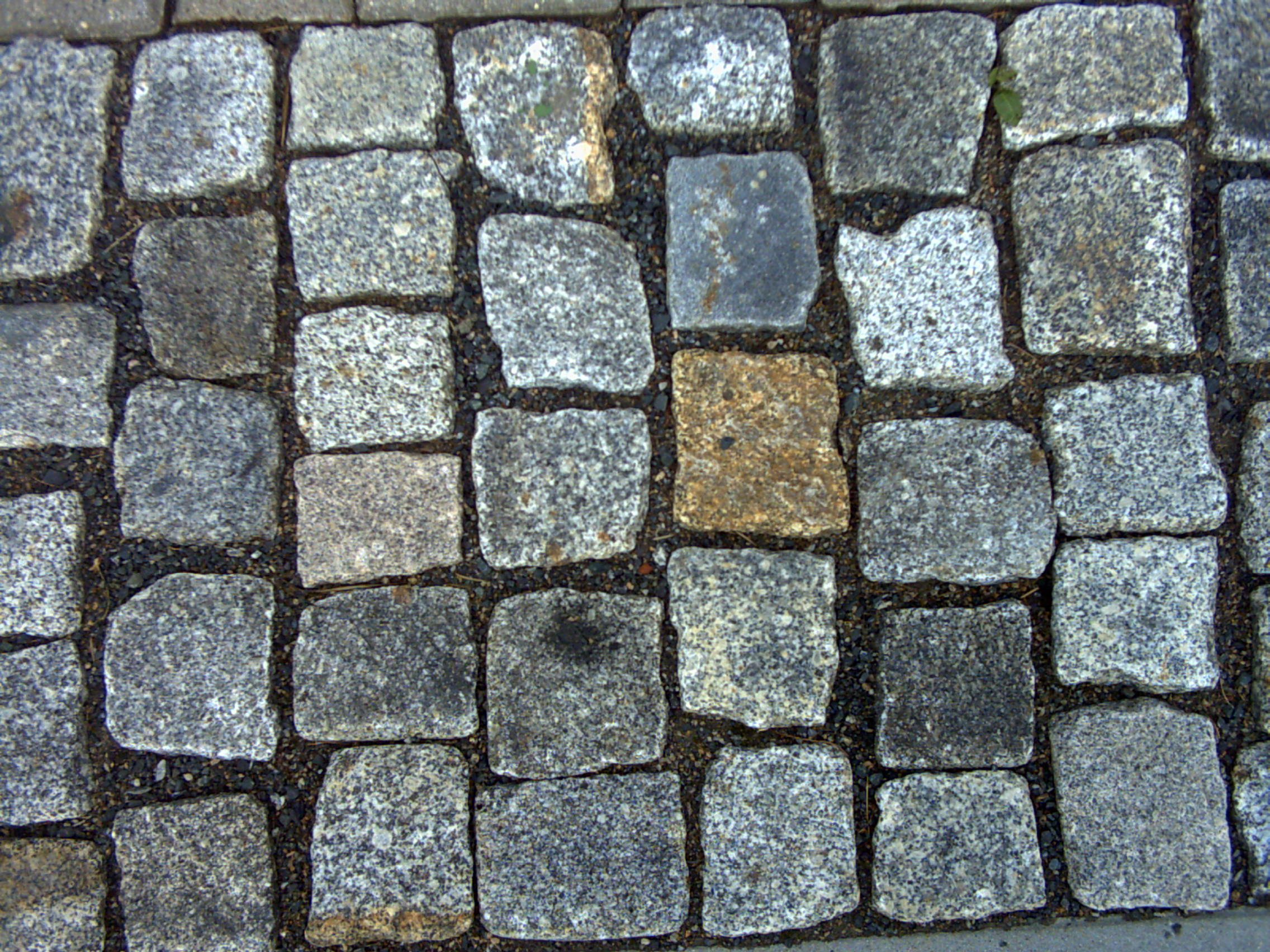
Nawierzchnia z kostki brukowej

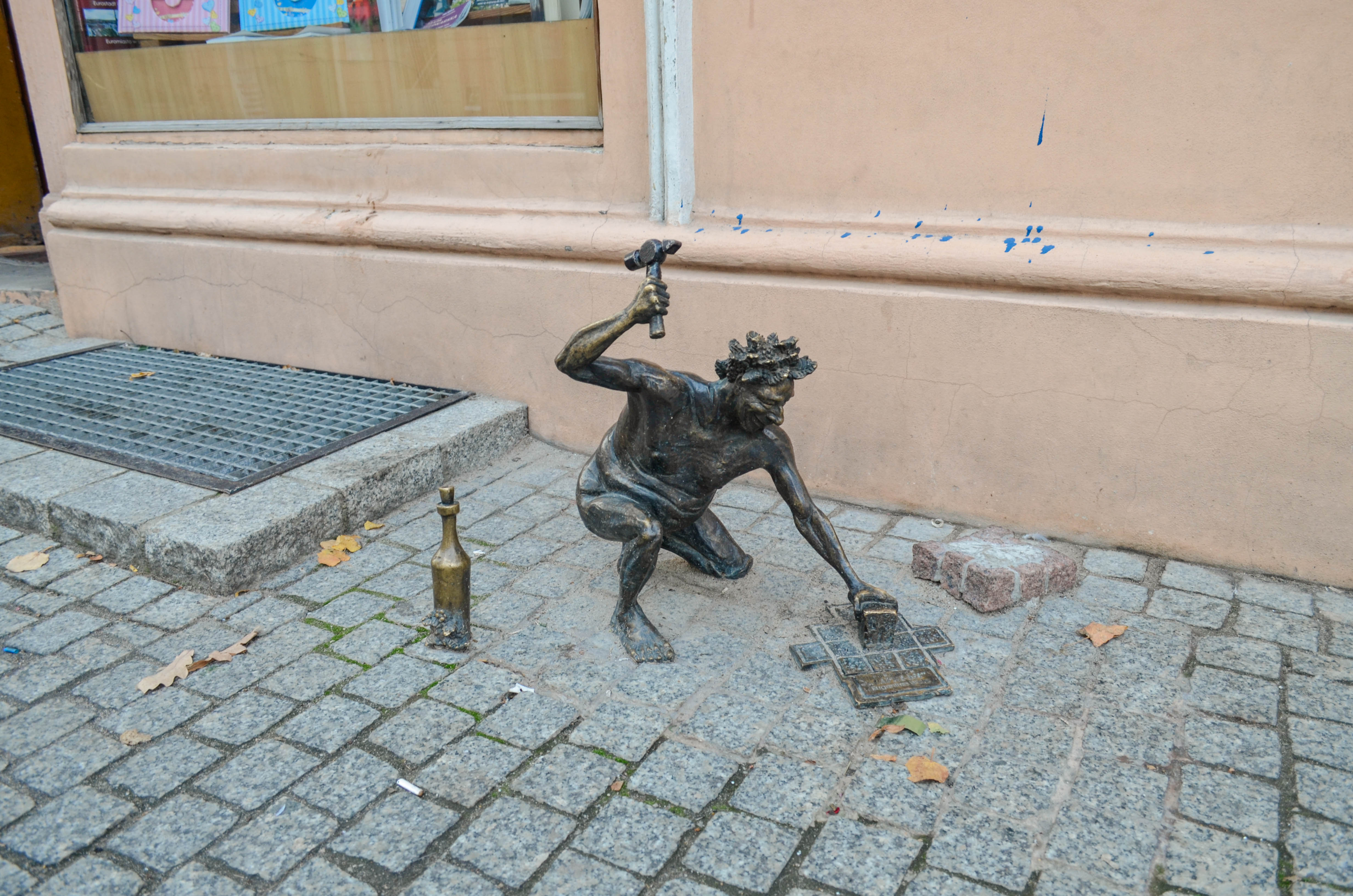
Bachusik w Zielonej Górze. Autor rzeźby: Artur Wochniak

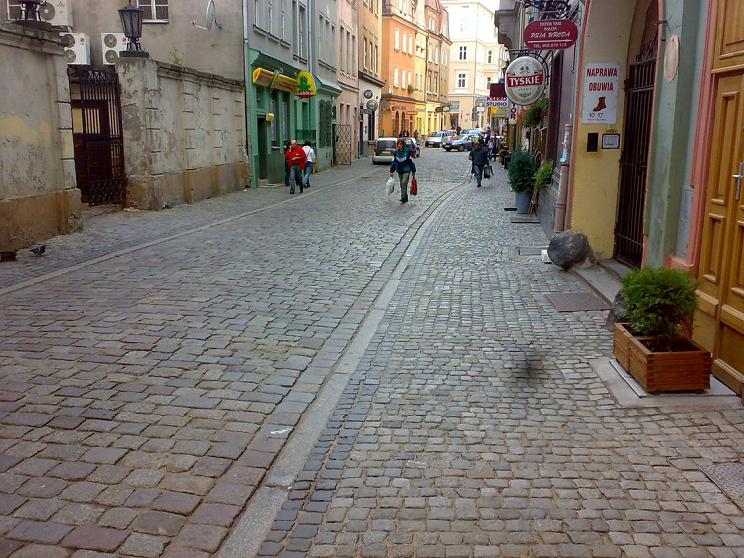
Nawierzchnia z kostki brukowej w mieście – Stare Miasto w Poznaniu

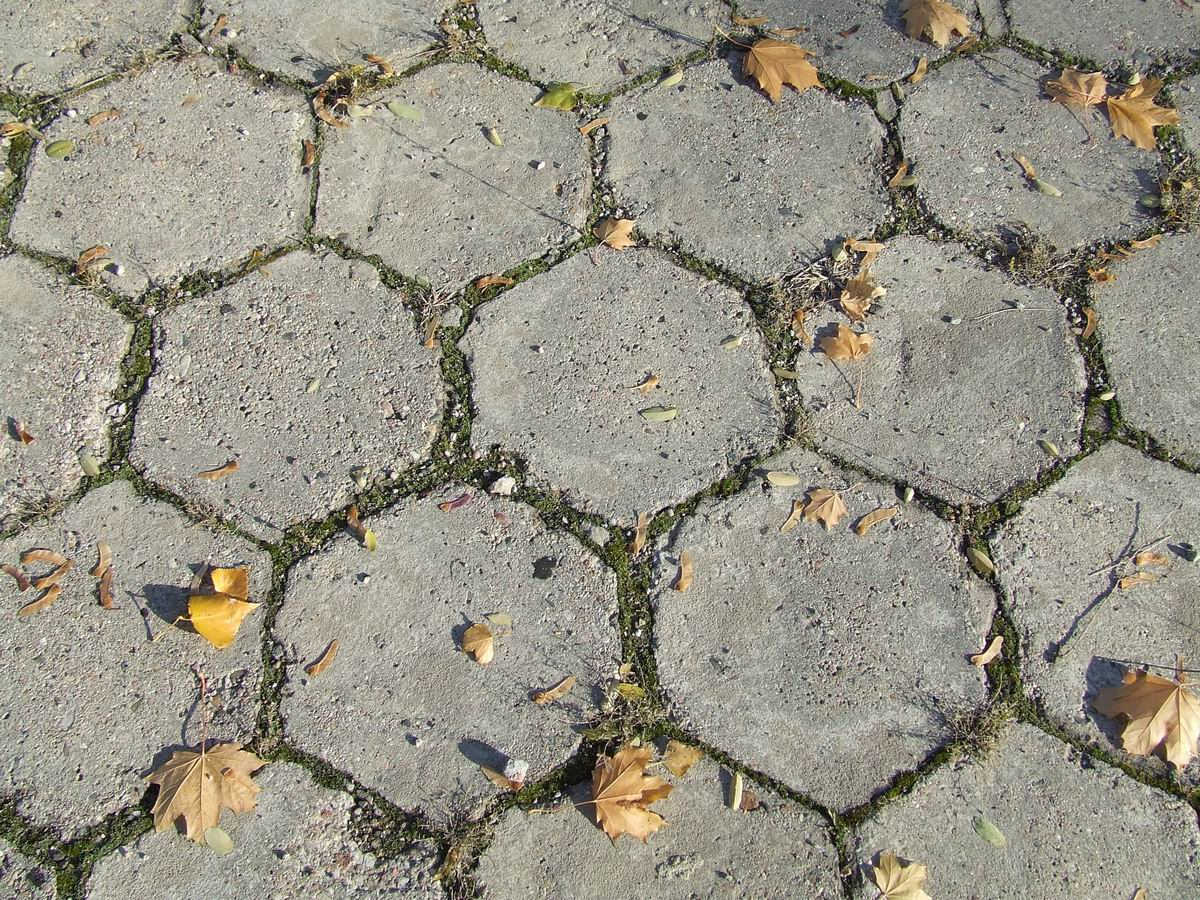
Elementy betonowe sześciokątne – trylinka

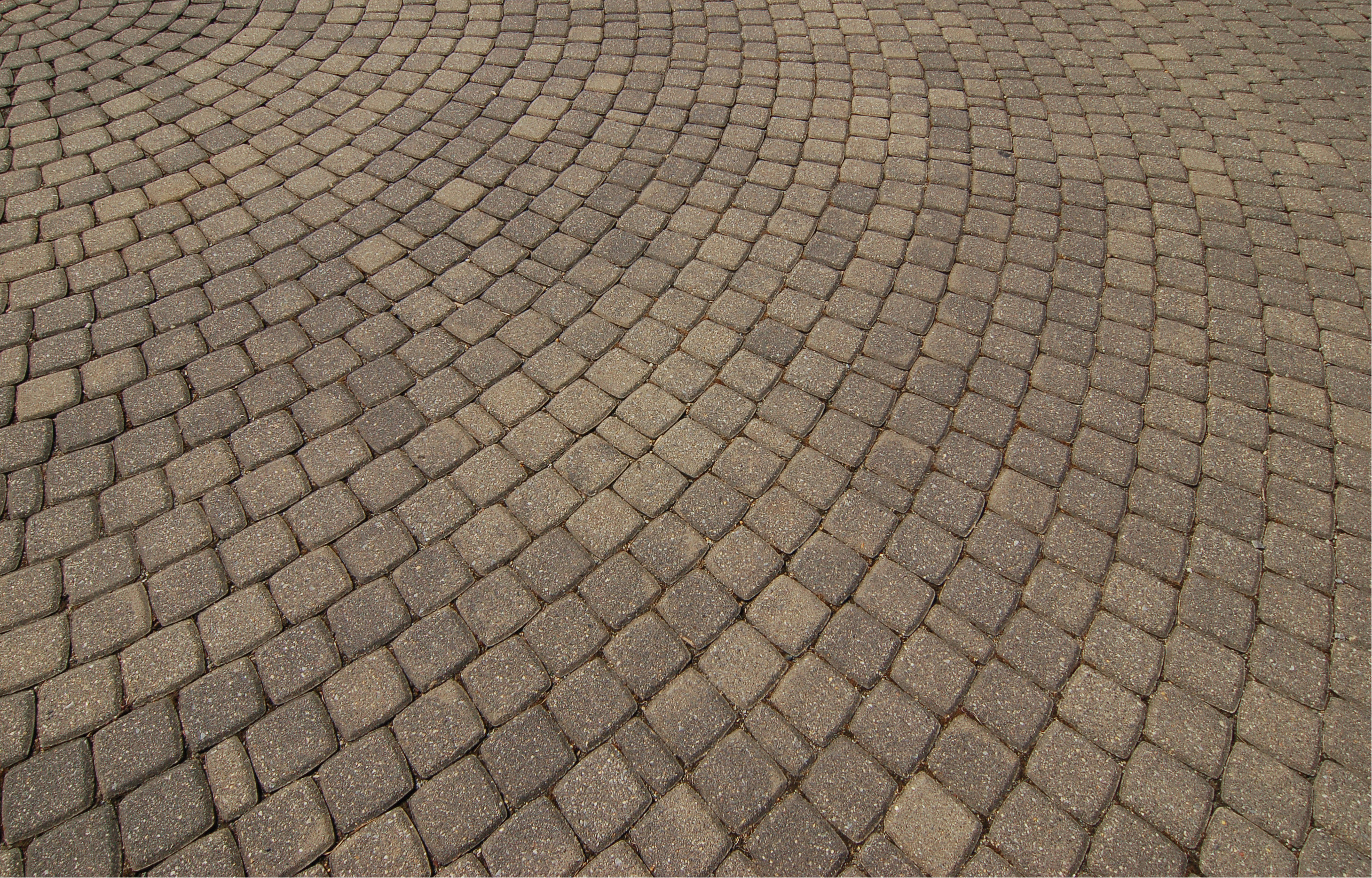
Nawierzchnia ozdobna z kostki betonowej

Bruk – nawierzchnia ulicy, placu lub chodnika utwardzona za pomocą układania na niej warstwy przylegających do siebie ściśle kamieni, kostek kamiennych, betonowych lub ceramicznych. Nawierzchnię układa się na odpowiednio przygotowanej podbudowie z tłucznia i piasku, które służą wyrównaniu podłoża i drenażowi wody opadowej. Początkowo termin bruk dotyczył głównie nawierzchni z kamienia polnego lub nieregularnych ciosów kamiennych, z czasem zaczął być używany także dla nawierzchni z kostek kamiennych lub betonowych.
Kostka brukowa, służąca do układania nawierzchni posiada różne kształt i wielkość. W zależności od rodzaju surowca rozróżniamy:
- kostkę kamienną otrzymywaną przez obrobienie naturalnego kamienia (np. kostka granitowa, bazaltowa);
- kostkę ceramiczną (np. cegła klinkierowa);
- kostkę betonową otrzymywaną jako wyrób z mieszanki betonowej;
- kamień polny, niegdyś stosowany zamiast kostki (tzw. kocie łby).

## Bruk z prefabrykowanych elementów betonowych
Z betonu tradycyjnie przez wiele lat produkowano i nadal się wytwarza drobne elementy do wykonywania nawierzchni dróg i ulic:
- płyty betonowe sześciokątne o grubości 12, 15 cm (tzw. trylinka);
- płyty ażurowe gr. 7 lub 10 cm (po ułożeniu wolne przestrzenie wypełnia się materiałami o dużej przepuszczalności np. żwir; piasek albo ziemią ogrodniczą i obsiewa się trawą;
- płytki chodnikowe gr. 5 cm;
- kostka Bauma (tzw. polbruk)[2].

Obecnie brukowe kostki betonowe produkowane są metodą wibroprasowania, czyli zagęszczenia betonu przez jednoczesne wibrowanie i prasowanie (nacisk). Do produkcji używa się mieszanek betonowych o małej zawartości wody, czasem z dodatkiem kruszyw w postaci kolorowych grysów lub pigmentów barwiących kostkę w całym przekroju lub (jako dwuwarstwowe) w wierzchniej warstwie. Materiał cechuje duża wytrzymałość i trwałość (materiał po zagęszczeniu cechuje mała nasiąkliwość, z którą wiąże się znaczna mrozoodporność).
W zależności od przeznaczenia kostkę produkuje się w różnych, standardowych grubościach:
- 4 cm (nieobciążone chodniki);
- 6 cm (małe obciążenie ruchem);
- 8 cm (większy ruch – np. ulice, parking);
- 10 cm (ruch pojazdów ciężarowych i autobusów oraz wszelkich maszyn generujących duże obciążenia).

Ze względu na obciążenie i warunki gruntowe podłoża kostka może być układana:
- tylko na piasku;
- na podbudowie np. tłuczniowej i warstwie wyrównawczej z piasku;
- na podbudowie betonowej i warstwie wyrównawczej z piasku;
- w wyjątkowo uzasadnionych przypadkach bezpośrednio na betonie.

Przez zastosowanie różnych kształtów i kolorów można projektować indywidualne i ciekawe rozwiązania nawierzchni pozwalające także na uzyskanie np. na parkingach wydzielenia dróg dojazdowych i miejsc postojowych dla pojazdów bez konieczności malowania pasów rozdzielających.
Współcześnie występujące najpopularniejsze kształty kostek brukowych (kostek Bauma):
- kwadrat – bardzo prosty i uniwersalny pod względem tworzenia wzorów kształt[3]
- cegiełka (prostokąt) – prosta forma, która daje sporo możliwości układania[3]
- trapez – układanie tego kształtu wymaga pewnych umiejętności i działania według konkretnego projektu[3]
- fala – bardzo efektowna i dekoracyjna kostka, która pozwala na tworzenie ciekawych motywów na nawierzchni[3]
- kość (podwójne T, tzw. behaton) – bardzo często spotykana forma kostki, na przykład na publicznych chodnikach czy alejkach w parku oraz miejscach postojowych dla samochodów i zatok[3]
- młotek – rzadziej spotykany kształt, który daje specyficzne możliwości kreowania wzorów nawierzchni[3]

Niejednokrotnie zdarza się, zwłaszcza współcześnie, że nowa kostka brukowa posiada tzw. wykwity. Nie jest to wada produkcyjna, a zjawisko naturalne, które jednak rzutuje na wygląd estetyczny kostki. Na rynku są dostępne preparaty pomagające niwelować przebarwienia, jednakże na całkowite ich wyeliminowanie potrzeba około trzech lat. Znikają one na skutek reakcji powolnego przechodzenia węglanu wapnia w łatwo rozpuszczalny wodorowęglan wapnia pod wpływem działania miękkiej wody deszczowej i dwutlenku węgla. Wykwity tracą się także w wyniku ścierania się użytkowanej powierzchni.

## Bruk z kamienia polnego

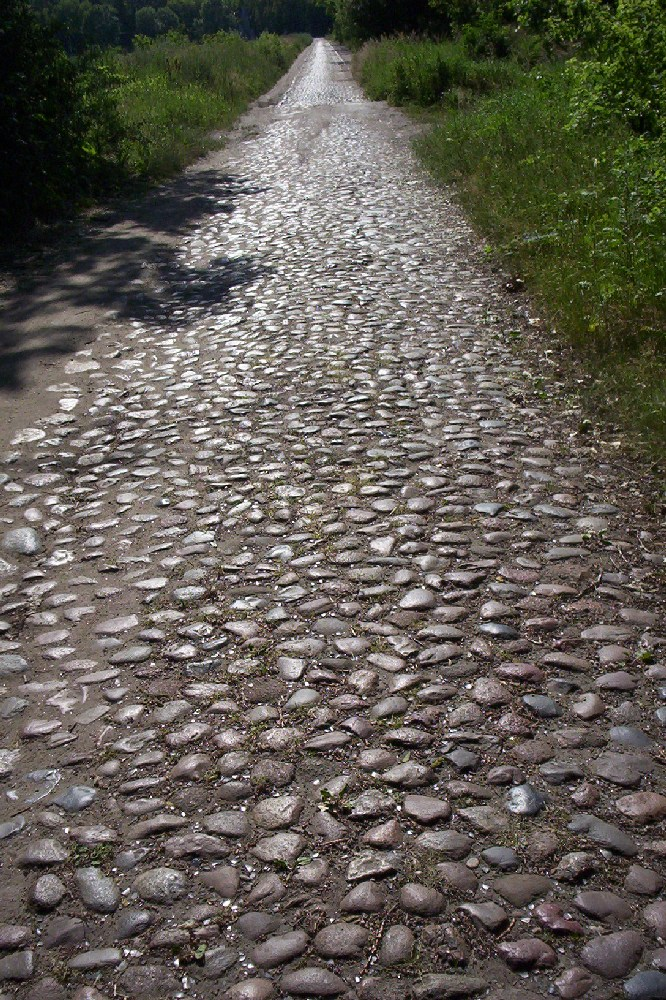
Droga brukowa z kamieni polnych (tzw. kocie łby)

Do lat 50. XX w. często stosowano nawierzchnie z kamienia polnego (tzw. kocie łby), układanego ręcznie. Zaletami były tani miejscowy materiał i wysoka trwałość, natomiast główną wadą była nierówna powierzchnia zmniejszająca komfort poruszania się. Obecnie sporadycznie stosuje się nawierzchnię z kamienia polnego podczas rekonstrukcji otoczenia obiektów zabytkowych (np. dziedzińce obronnych zamków). Problemem napotykanym przy rekonstrukcji jest niemal całkowity brak fachowców znających technologię układania wytrzymałego bruku. Dzisiaj głównymi zaletami są malowniczy wygląd (szczególnie w pobliżu zabytków architektury lub kompleksów zieleni), a także całkowicie naturalny, ekologiczny surowiec. Do dzisiaj nawierzchnie z polnego kamienia można spotkać na niektórych drogach polnych, wiejskich lub leśnych, a także w zabytkowych dzielnicach miast.

## Układanie kostki brukowej
Proces układania kostki brukowej można podzielić na następujące etapy:
1. projektowanie – stworzenie planu ułożenia kostki, obliczenie powierzchni, potrzebnej ilości kostki, krawężników, cementu, kruszywa i piasku.
2. korytowanie – wykopanie rowu o odpowiedniej głębokości (w zależności od przeznaczenia budowanej nawierzchni i rodzaju gleby).
3. układanie krawężników – zapobiegają zasypywaniu nawierzchni przez piasek i utrzymują kostkę brukową w pierwotnej pozycji.
4. wykładanie podbudowy – złożona z odpowiedniego kruszywa musi charakteryzować się odpowiednią przepuszczalnością wód opadowych i mrozoodpornością.
5. wyrównywanie podbudowy – dzięki temu nawierzchnia będzie równa i nie będzie się luzować.
6. układanie kostki – poprzecznymi rzędami.
7. zagęszczanie nawierzchni i wysypanie piasku – utwardza ścieżkę i zapobiega późniejszemu luzowaniu się kostki.